# Comuna Duba, Rojneativ
Duba (în ucraineană Дуба) este o comună în raionul Rojneativ, regiunea Ivano-Frankivsk, Ucraina, formată din satele Duba (reședința), Dubșarî, Lețivka și Pidlissea.

## Demografie
Componența lingvistică a comunei Duba
     Ucraineană (99,68%)
     Alte limbi (0,26%)
Conform recensământului din 2001, majoritatea populației comunei Duba era vorbitoare de ucraineană (99,68%), existând în minoritate și vorbitori de alte limbi.